# Operación Autolavado

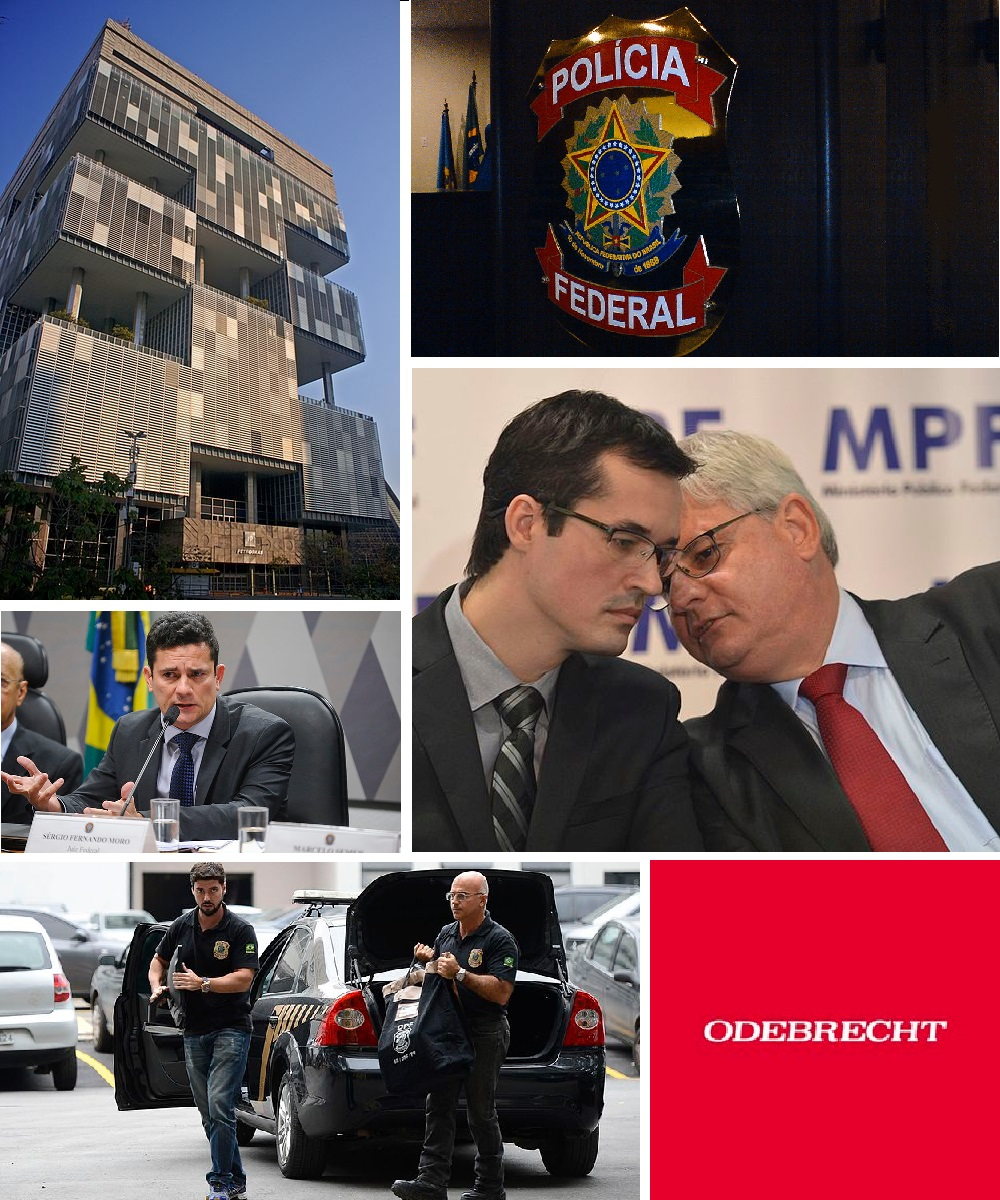
Montaje de la Operación Lava Jato. De arriba a abajo, de izquierda a derecha: Sede de Petrobras en Río de Janeiro; oficina de la Policía Federal de Brasil; Sérgio Moro durante una rueda de prensa; Deltan Dallagnol y el procurador general Rodrigo Janot en la ceremonia de devolución a Petrobras de los montos recuperados por la Operación Lava Jato en el auditorio del Ministerio Público Federal de Brasil; agentes de la Policía Federal de Brasil en acción durante un operativo; logotipo de Odebrecht.

La Operación Autolavado o Lavado de Carros (nombre original: Operação Lava Jato, pronunciación en portugués: /opeɾaˈsɐ̃w̃ ˈlavɐ ˈʒatu/; traducible como «Operación lavado a presión») es una investigación de corrupción llevada a cabo por la Policía Federal de Brasil e iniciada en marzo de 2014. Fue bautizada con este nombre en referencia a una serie de lavaderos de autos (servicios de lavado "a chorro" de autos), debido a que el primer sitio allanado fue el lavadero de autos en la estación de gasolina "Posto da Torre" en Brasilia, donde se realizaban maniobras de lavado de dinero. La Operación se hizo pública el 17 de marzo de 2014, con el cumplimiento de más de una centena de citaciones en busca de prisión temporal, preventivas y conducción coercitiva, teniendo como objetivo investigar un esquema de lavado de dinero sospechoso de mover más de 10.000 millones BRL (aproximadamente 2.640 millones USD). Es considerada por la Policía Federal como la mayor investigación de corrupción de la historia de Brasil. Debido a la excepcionalidad de sus acciones, abogados acusan la operación de "selectividad" y "parcialidad" en sus procedimientos, siendo "un caso penal que violó las reglas mínimas de defensa para un gran número de acusados" .
La operación recibió ese nombre debido al uso de una red de lavanderías y estaciones de servicio por la cuadrilla para mover valores de origen ilícito. La denuncia inicial partió del empresario Hermes Magnus, en 2008, cuando el grupo de acusados intentó lavar dinero en su empresa Dunel Indústria y Comércio, fabricante de componentes electrónicos. A partir de la denuncia inicial, fueron emprendidas diferentes investigaciones que terminaron con la identificación de cuatro grandes grupos criminales, dirigidos por Carlos Habib Chater, Alberto Youssef, Nelma Mitsue Penasso Kodama y Raul Henrique Srour.
En el transcurso de la investigación se identificó a quien cambiaba dólares al margen de la ley, Alberto Youssef, quien había adquirido un vehículo Range Rover Evoque para Paulo Roberto Costa, exdirector de Petrobras. Fueron también recogidas evidencias de pagos indebidos realizados a las empresas contratistas de contratos en RNEST (Refinaria Abreu e Lima) para Alberto Youssef.
Hasta abril de 2014, la operación ya contaba con 46 personas acusadas por la creación y participación de la organización del crimen, crímenes en contra del sistema financiero nacional, falsedad documental y lavado de dinero y 30 personas apresadas, entre ellas Alberto Youssef y el exdirector de Petrobras, Paulo Roberto Costa.
En junio de 2014, el exdirector negó cualquier participación en el esquema criminal, sin embargo, luego de que la Policía Federal realizara investigaciones de búsquedas en empresas de la esposa, hijas y esposo de la hija, se encontró evidencia que tanto él como su familia estaba incriminada en actos ilícitos, Paulo Roberto Costa decidió colaborar con el Ministerio Público Federal valiéndose del uso del Acuerdo de culpabilidad, pudiendo obtener de esa forma una reducción considerable a su pena y la posibilidad de cumplimiento de la misma en régimen domiciliar con el pago de una fianza.
En enero de 2015, el Ministerio Público Federal lanzó un portal que reúne una serie de informaciones, como número de personas en proceso de investigación, cantidad de procedimientos instaurados y la totalidad de las denuncias presentadas por la MPF. La página ha sido producida por el grupo de trabajo que se ocupa de la operación, en colaboración con el Departamento de Comunicación de la Oficina del Fiscal General de la República (PGR).

## Historia

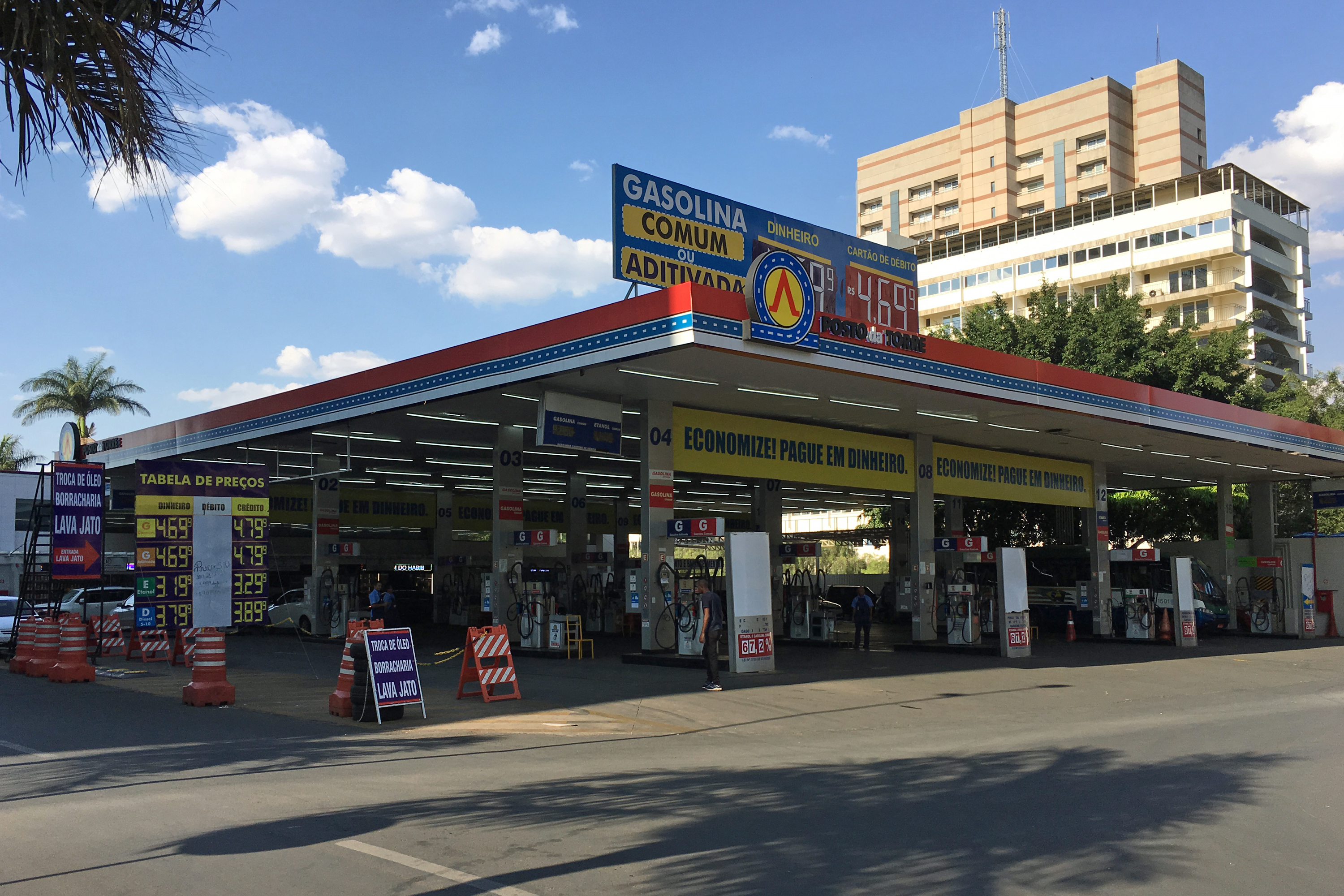
Posto da Torre, Brasilia, estación de gasolina donde queda el servicio de lavado de autos ("lava jato" en portugués) que dio el nombre a la Operación "Lava Jato".

La operación recibió ese nombre debido al uso de una red de lavanderías y gasolineras por la banda para lavar el dinero procedente de actividades delictivas, supuestamente, desde 1997. La denuncia inicial partió del empresario Hermes Magnus, en 2008, cuando el grupo de acusados intentó lavar dinero en su empresa Dunel Indústria y Comércio, fabricante de máquinas y equipos de certificación. A partir de la denuncia inicial, comenzaron una serie de investigaciones que culminaron con la identificación de cuatro grandes grupos delictivos, comandados por los cambistas Carlos Habib Chater, Alberto Youssef, Nelma Mitsue Penasso Kodama e Raul Henrique Srour.
Durante la investigación se identificó también que Alberto Youssef había adquirido un vehículo Land Rover Evoque para Paulo Roberto Costa, exdirector de Petrobras. También se recolectaron indicios iniciales de pagos indebidos realizados por las empresas que ganaron contratos en la RNEST (Refinería Abreu y Lima) para el cambista Alberto Youssef.
Hasta abril de 2014, la operación ya contaba con 46 personas citadas por crímenes de formación de organización criminal, crímenes contra el sistema financiero nacional, falsa ideología y lavado de dinero y treinta personas presas, entre ellas el cambista Youssef y el exdirector de Petrobras, Paulo Roberto Costa.
En junio de 2014, el exdirector negó su participación en el esquema criminal, sin embargo, luego de que la Policía Federal realizara unas investigaciones en empresas de la esposa, hijas y yernos y al encontrar indicios que incriminaban a toda su familia, Paulo Roberto Costa decidió colaborar con el Ministerio Público Federal (MPF) valiéndose de un recurso de amparo, pudiendo obtener de esta manera una reducción de su pena y la posibilidad del cumplimiento de la misma como régimen de prisión domiciliaria con el pago de una multa.
En enero de 2015, el MPF lanzó un portal que reúne una serie de informaciones, como número de personas que están siendo investigadas, cantidad de procedimientos instaurados y las denuncias presentadas por el MPF. El portal fue creada por un organismo especial encargado de la Operación, en asociación con la Secretaria de Comunicação da Procuradoria-Geral da República (PGR). Un año después de su creación, el portal alcanzó más de un millón de visitas.
El 9 de octubre del mismo año el fiscal Deltan Dallagnol, que actuaba en la investigación de la Operação Lava Jato en Curitiba, calculó que la cantidad total de los honorarios recibidos por los implicados en el esquema de corrupción Petrobras y otras agencias estatales y públicas alcanzó, al menos los 10 billones de reales. [cita requerida]Al defender el vigilantismo como "el motor" de la operación, Dallagnol recordó que la lava Jato se inició con la investigación de una sospecha de lavado de dinero en un puesto de gasolina.
El 19 de octubre, el presidente del Supremo Tribunal Federal (STF), el ministro Ricardo Lewandowski, afirmó en una conferencia en Washington, Estados Unidos que las investigaciones en curso sobre el escándalo de corrupción que se llevaba a cabo en Petrobras han provocado una "revolución" en Brasil, haciendo referencia a la conducción de la Operação Lava Jato. "Las investigaciones han sido bien dirigidas. Tenemos algunas sentencias, sentencias bien duras, algunas que han caído sobre altos ejecutivos de Brasil ya han sido condenados a pasar 15 a 20 años en prisión. Esto es realmente algo nuevo", dice el presidente del Tribunal Supremo.
El 12 de noviembre, la Polícia Federal por el informe forense adjunto en uno de los procesos de la operación que estima los daños causados por irregularidades en Petrobras descubiertos por la Operación lava jato, puede llegar a los 42,8 mil millones de reales. Oficialmente, en abril de ese mismo año, Petrobras divulgó un robo de 6 mil millones de reales. La cifra fue caracterizada como "conservadora" por el presidente de Petrobras, Aldemir Bendine, una vez que podrían surgir nuevos hechos en la investigación. El MPF consideró, en octubre, que el perjuicio pasaría de los 20 mil millones de reales.
En 16 de diciembre, el expresidente Luiz Inácio Lula da Silva, prestó testimonio en la Operação Lava Jato en condición de informante, no de investigado, con la autorización del ministro del STF, Teori Zavascki.
Al finalizar diciembre, el ministro del STF Teori Zavascki autorizó divulgar información fiscal y bancaria del presidente del senado, Renan Calheiros, sospechoso de estar involucrado en fraudes en la contratación del consorcio estatal del Río Tietê por la Transpetro en 2010.
En enero de 2016, el fiscal general de la República, Rodrigo Janot, afirmó que el esquema de corrupción sustentado por el PY en Petrobras desvió 357,9 millones de reales de las arcas públicas, entre 2006 y 2014 con 161 hechos de corrupción en 34 contratos, 123 enmiendas y cuatro transacciones extrajudiciales. El balance es descrito en la denuncia contra el diputado Nelson Meurer (PP-PR) ofrecida al Tribunal Supremo Federal . La investigación concentra sus trabajos también en la actuación del PT y del PMDB en el esquema. Los tres subtítulos, conforme al MPF, actuaron como control de áreas estratégicas de Petrobras, a través de las tarjetas de control, y los beneficiarios directos de las desviaciones.

## Ramificaciones políticas
El líder del PT en Cámara, Sibá Machado, pidió el 11 de febrero de 2015 a la Procuraduría General de la República de Brasil la profundización de la investigación en la operación, luego de que Pedro Barusco Filho relatara que el esquema de coimases habría comenzado en 1997, durante el gobierno de Fernando Henrique Cardoso. Sobre las declaraciones de Barusco, Fernando Henrique Cardoso pidió que la investigación vaya hasta el fondo del asunto.En 2022 un comité de la ONU concluyó que el juicio llevado a cabo por Moro no fue imparcial.
En marzo, el ministro Teori Zavascki autorizó la apertura de la investigación, con base en un pedido de la Procuraduría General de la República para investigar a 49 personas – de las cuales 47 políticos – sospechosos de su participación en el esquema de corrupción de Petrobras revelado por la Operación Lava Jato.El exjefe de los fiscales de la operación Lava Jato, Deltan Dallagnol, y el exprocurador general de Brasil, Rodrigo Janot, quienes fueron piezas claves en el juicio fueron condenados por malversación de fondos públicos y deberán devolver 2.8 millones de reales (US$ 545.000) utilizados en gastos y viajes innecesarios durante la causa en la que trabajaron entre 2014 y 2019.
PMDB, 6 del PT, 1 del PSDB y 1 del PTB.
En los 190 términos de los testimonios de Paulo Roberto Costa y Alberto Youssef, Dilma Rousseff fue citada once veces. En las declaraciones, consta que en la campaña presidencial de Rousseff en 2010 recibió 2 millones de reales en concepto de "propinas" de Petrobras.
En las elecciones presidenciales de 2014, las contratistas investigadas por la operación Lava Jato donaron, juntas, casi R$ 98,8 millones a los candidatos a la presidencia que disputaban el segundo turno, Aécio Neves y Dilma Rousseff. También citado por aceptar "propinas" (sobornos), Aécio Neves es denunciado junto con el miembro de su partido, José Serra, y el expresidente de la República, Michel Temer.
Las investigaciones contra el senador Aécio Neves fueron archivadas en marzo de 2015 por determinación del ministro Teori Zavascki, archivadas conjuntamente con las investigaciones contra el exdiputado Henrique Eduardo Alves.
El 7 de abril de 2018 el expresidente y candidato a presidente de Brasil por el PT, Luiz Inácio Lula da Silva, fue detenido por el pedido del Juez Moro acusado de corrupción por beneficiar a la constructora OAS (una de las 16 empresas que estafaron a Petrobras manipulando licitaciones), de la que supuestamente recibió un departamento de lujo de tres pisos en Guarujá a cambio de favorecerla en sus negocios con Petrobras. Fue trasladado desde San Pablo a Curitiba donde cumple una condena de 12 años.
Por decisión dividida de 6 a 5, la Corte Suprema brasileña derogó un fallo de 2016, que permitía encarcelar a un convicto después que su pena fuera confirmada en segunda instancia. En el caso de Lula, aún quedan dos apelaciones pendientes en instancias superiores. El expresidente de Brasil Luiz Inácio Lula da Silva fue liberado de prisión el 8 de noviembre de 2019.
El 8 de marzo de 2021 el juez Edson Fachin, de la Corte Suprema de Brasil, anuló todas las sentencias de cárcel en primera instancia que fueron dictadas contra Lula da Silva, con lo cual recuperó sus derechos políticos.

### Vaza Jato
- Esta sección es un extracto de Vaza Jato

Vaza Jato, que aproximadamente significa Lava Jato Leaks, es el término utilizado por la prensa brasileña para las conversaciones filtradas en la aplicación de mensajería Telegram sobre las acciones, decisiones y posiciones de los funcionarios que realizan investigaciones para la Operación Autolavado (Lava Jato). Estos funcionarios incluyen al exjuez Sergio Moro y al fiscal Deltan Dallagnol. Las conversaciones fueron reportadas por el periodista Glenn Greenwald de The Intercept en junio de 2019.
Las transcripciones de los chats privados indicarían que Moro brindó información privilegiada a los fiscales, asistiendo al Ministerio Público Federal (MPF) en la construcción de casos, así como dirigiendo la fiscalía, solicitando operaciones contra familiares de testigos, sugiriendo modificación en las fases de la operación Lava Jato. También mostraron agilidad en nuevas operaciones, asesoría estratégica, proporcionando pistas informales y sugerencias de recursos al MPF para condenar al expresidente brasileño Luiz Inácio Lula da Silva por cargos de corrupción. Las filtraciones tuvieron amplias repercusiones. Sergio Moro, el grupo de trabajo del Caso Lava Jato y el MPF, para defenderse de las acusaciones, cuestionaron la autenticidad y el origen de los datos.

## Políticos investigados en el esquema de desvíos

### En Brasil

Processo

El 6 de marzo de 2015, el ministro Teori Zavascki del Tribunal Supremo Federal (de sus siglas en portugués STF), determinó reabrir 28 casos a 47 políticos sospechosos de estar involucrados con Petrobras. En la lista se encuentran congresistas, senadores y diputados, supuestamente envueltos en la recepción o entrega de sobornos de la estatal petrolera, además de dos operadoras del esquema. Para los abogados, "el mero inicio de la investigación" ya genera una "vergüenza enorme". "Lo que no podemos hacer es manchar la vida pública del hombre, lo que permite el procesamiento de la encuesta exclusiva inespecífica mencionar su nombre en la línea de lo que sucedió en la Edad Media, cuando, señalando a una bruja por un vecino, el fuego era su destino", escriben los abogados defensores.

#### Algunos investigados
| Nombre                   | Cargo                               | Partido | Estado |
| ------------------------ | ----------------------------------- | ------- | ------ |
| Roberto Gutiérrez        | Senador                             | PT      | AL     |
| Eduardo Cunha            | Diputado federal                    | PMDB    | RJ     |
| Fernando Collor de Mello | Senador                             | PTB     | AL     |
| Lindberg Farias          | Senador                             | PT      | RJ     |
| Cândido Vaccarezza       | Exdiputado federal                  | PT      | SP     |
| Gleisi Hoffmann          | Senadora                            | PT      | PR     |
| Benedito de Lira         | Senador                             | PP      | AL     |
| Arthur Lira              | Diputado federal                    | PP      | AL     |
| José Mentor              | Diputado federal                    | PT      | SP     |
| Edison Lobão             | Senador                             | PMDB    | MA     |
| Humberto Costa           | Diputado federal                    | PT      | PE     |
| José Otávio Germano      | Diputado federal                    | PP      | RS     |
| João Alberto Pizzolati   | Exdiputado federal                  | PP      | SC     |
| Roseana Sarney           | Exsenadora                          | PMDB    | MA     |
| Vander Loubet            | Diputado federal                    | PT      | MS     |
| Antonio Anastasia        | Senador                             | PSDB    | MG     |
| Aníbal Gomes             | Diputado federal                    | PMDB    | CE     |
| Simão Sessim             | Diputado federal                    | PP      | RJ     |
| Nelson Meurer            | Diputado federal                    | PP      | PR     |
| Roberto Teixeira         | Exdiputado federal                  | PP      | PE     |
| Ciro Nogueira            | Senador                             | PP      | PI     |
| Gladson Cameli           | Senador                             | PP      | AC     |
| Aguinaldo Ribeiro        | Diputado federal                    | PP      | PB     |
| Eduardo da Fonte         | Diputado federal                    | PP      | PE     |
| Luiz Fernando Faria      | Diputado federal                    | PP      | MG     |
| Dilceu Sperafico         | Diputado federal                    | PP      | PR     |
| Jerônimo Goergen         | Diputado federal                    | PP      | RS     |
| Sandes Júnior            | Diputado federal                    | PP      | GO     |
| Afonso Hamm              | Diputado federal                    | PP      | RS     |
| Missionário José Olímpio | Diputado federal                    | PP      | SP     |
| Lázaro Botelho           | Diputado federal                    | PP      | TO     |
| Luis Carlos Heinze       | Diputado federal                    | PP      | RS     |
| Renato Molling           | Diputado federal                    | PP      | RS     |
| Roberto Balestra         | Diputado federal                    | PP      | GO     |
| Lázaro Britto            | Diputado federal                    | PP      | BA     |
| Waldir Maranhão          | Diputado federal                    | PP      | MA     |
| Mário Negromonte         | Exdiputado federal                  | PP      | BA     |
| Pedro Corrêa             | Exdiputado federal                  | PP      | PE     |
| Aline Corrêa             | Exdiputada federal                  | PP      | SP     |
| André Vargas             | Exdiputado federal                  | PT      | PR     |
| Carlos Magno             | Exdiputado federal                  | PP      | RO     |
| João Leão                | Exdiputado federal y vicegobernador | PP      | BA     |
| Luiz Argolo              | Exdiputado federal                  | SD      | BA     |
| José Linhares            | Exdiputado federal                  | PP      | CE     |
| Pedro Henry              | Exdiputado federal                  | PP      | MT     |
| Vilson Covatti           | Exdiputado federal                  | PP      | RS     |
| Romero Jucá              | Senador                             | PMDB    | RR     |
| Valdir Raupp             | Senador                             | PMDB    | RO     |

### En Perú
En diciembre de 2016 la constructora brasileña Odebrecht aceptó el pago de 788 millones de dólares en sobornos en 12 países, entre ellos el Perú. Además, hay otras cinco empresas brasileñas del mismo rubro involucradas. Por eso se estima que la cifra total de coimas es mucho mayor. En el marco de este caso están investigados los expresidentes Alejandro Toledo (2001-2006), Alan García (2006-2011), Ollanta Humala (2011-2016) y Pedro Pablo Kuczynski (2016-2018), además de la líder opositora Keiko Fujimori, hija del expresidente Alberto Fujimori; y los exalcaldes de la Ciudad de Lima, Susana Villarán (2011-2014) y Luis Castañeda (2014-2018). En la lista se encuentran congresistas, ministros y funcionarios de alto nivel, supuestamente envueltos en la recepción o entrega de sobornos además del favorecimiento a la empresa brasileña.
En 2023, cuando Rafael Vela fue coordinador del Equipo Especial de Fiscales del caso, hubo 160 procesos penales relacionados con caso de corrupción.

#### Algunos investigados
| Nombre                        | Cargo                                                  |
| ----------------------------- | ------------------------------------------------------ |
| Lourdes Flores                | Expresidenta del PPC                                   |
| Mariano González              | Parlamentario Andino                                   |
| Carlos Paredes                | Exministro de Transportes                              |
| Gerardo Sepulveda             | Empresario y dueño de First Capital                    |
| Gustavo Salazar Delgado       | Expresidente del Club Regatas Lima                     |
| José Graña                    | Exejecutivo de Graña y Montero                         |
| Carlos Neuhaus Tudela         | Expromotor de los Juegos Panamericanos Lima 2019       |
| Fernando Camet                | Expresidente de JJC Contratistas                       |
| Pedro Arbulú Seminario        | Exdirector de Panamericana Televisión                  |
| Fernando Cantuarias Salaverry | Exdecano de la Universidad del Pacífico                |
| Jorge Merino Tafur            | Exministro de Energía y Minas                          |
| René Cornejo Díaz             | Ex primer ministro                                     |
| Luis Miguel Castilla          | Exministro de Economía                                 |
| Rosa María Ortiz Ríos         | Exministra de Energía y Minas                          |
| César Álvarez                 | Exgobernador de Ancash                                 |
| César Villanueva              | Ex primer ministro                                     |
| Aurelio Pastor                | Exministro de Justicia                                 |
| Enrique Cornejo               | Exministro de Transportes                              |
| Luis Nava Guibert             | Exministro de la Producción                            |
| Fernando Olivera              | Exministro de Justicia                                 |
| Jaime Yoshiyama               | Ex secretario general de Fuerza Popular                |
| Augusto Bedoya Cámere         | Exministro de Transportes                              |
| Susana de la Puente Wiese     | Exembajadora del Perú en el Reino Unido                |
| Hildebrando Tapia             | Excongresista                                          |
| Juan Carlos Eguren            | Excongresista                                          |
| Luis Alva Castro              | Expresidente del Congreso                              |
| Javier Velásquez Quesquén     | Excongresista                                          |
| Yehude Simon                  | Excongresista                                          |
| José Luna Gálvez              | Excongresista y dueño de la Universidad Telesup        |
| Martín Bustamante             | Exteniente alcalde de Miraflores                       |
| Giselle Zegarra               | Exasesora de la Municipalidad de Lima                  |
| Roxanne Cheesman              | Expareja de Alan García Pérez                          |
| Jorge Acurio                  | Exgobernador del departamento del Cuzco                |
| Horacio Cánepa                | Exárbitro y miembro del PPC                            |
| Virgilio Acuña                | Excongresista                                          |
| Nadine Heredia                | Ex primera dama                                        |
| Miguel Atala                  | Exdirector de Petroperú                                |
| Félix Moreno                  | Exgobernador de la provincia constitucional del Callao |
| Juan Carlos Zevallos          | Exjefe de Ositran                                      |
| Víctor Belaunde Gonzales      | Exregidor de la provincia de Lima                      |
| Pedro Chávarry                | Exfiscal de la Nación                                  |
| Keiko Fujimori                | Presidenta de Fuerza Popular                           |